# Pselliophora fuscipennis
Pselliophora fuscipennis is een tweevleugelige uit de familie langpootmuggen (Tipulidae). De soort komt voor in het Oriëntaals gebied.